# IC 5161
IC 5161 ist eine linsenförmige Galaxie vom Hubble-Typ S0-a im Sternbild Pegasus am Nordsternhimmel. Sie ist schätzungsweise 367 Millionen Lichtjahre von der Milchstraße entfernt und hat einen Durchmesser von etwa 45.000 Lichtjahren.

Im selben Himmelsareal befindet sich u. a. die Galaxie NGC 7212.
Das Objekt wurde am 23. Oktober 1903 vom französischen Astronomen Stéphane Javelle entdeckt.